# Cristina Azuma
Cristina Azuma (* 1964 in São Paulo) ist eine brasilianische Gitarristin, Komponistin, Musikpädagogin und Musikwissenschaftlerin.

## Leben
Azuma trat seit ihrem 16. Lebensjahr als Sologitarristin und mit unterschiedlichen Ensembles (u. a. im Duo mit Paulo Bellinati und mit Celso Machado und in einer Choroformation mit Edmilson Capelupi und Israel Almeida) und Orchestern in Brasilien und anderen Ländern Amerikas, in Europa und Asien auf. An der Sorbonne studierte sie Musikwissenschaft mit dem Schwerpunkt Tanzmusik des späten 17. Jahrhunderts (PhD 2000). 1986 veröffentlichte sie ihr erstes Album mit Originalwerken brasilianischer Komponisten und eigenen Kompositionen, das beim 8. Carrefour Mondial de la Guitare auf Martinique mit zwei Preisen ausgezeichnet wurde. Sie hatte dann Auftritte bei internationalen Festivals in Havanna und auf Martinique (1990), in Cordoba und Tokio (1992), Peru und Ungarn (1993), Ecuador und Brasilien (1994), in der BBC Concert Hall und in der Oper Frankfurt.
Mit dem Album Contatos war Azuma 1995 unter den Finalisten der NAIRD Awards der National Association of Independent Record Distributors (seit 2005 American Association of Independent Music) in der Kategorie klassische Sologitarre. 2007 nahm sie ein dem spanischen Komponisten Santiago de Murcia gewidmetes Album auf. Auf der CD Dreams (2008) vereinte sie neue Kompositionen von  Carlo Domeniconi und Thierry Rougier, die ihr gewidmet sind, von Marco Pereira, Paulo Bellinati, Norberto Pedreira und eigene Werke. 2018 veröffentlichte sie ihre Transkription der Gitarrenstücke von Antonio de Santa Cruz, denen im Original die Angaben zum Rhythmus fehlen.
Für die Edition Henry Lemoine, bei der ihre eigenen Komposition erscheinen, verantwortet Azuma die Sammlung Neue Gitarrenmusik. Sie unterrichtet klassische und alte Gitarrenmusik am Conservatoire à Rayonnement Départemental Henri Dutilleux in Clamart.

## Diskographie
- Cristina Azuma, 1986
- Cristina Azuma no Palacio de la Guitarra, 1993
- É de Lei, 1994
- Contatos, 1995
- Santiago de Murcia, a portrait, 2007
- Dreams, 2011
- Pingue Pongue, 2011